# Galápagosi pingvin
A galápagosi pingvin (Spheniscus mendiculus) a madarak (Aves) osztályának pingvinalakúak (Sphenisciformes) rendjébe, ezen belül a pingvinfélék (Spheniscidae) családjába és a Spheniscinae alcsaládjába tartozó faj.

## Előfordulása
Amint neve is mutatja a galápagosi pingvin a Galápagos-szigetek tengerparti területein honos. Sok más madárral és egyéb állattal együtt ez a pingvin is a szigetek egyik endemikus élőlénye. A madarak többsége, azaz a 90%-uk a Fernandina-szigeten és az Isabela-sziget nyugati partjain él, de kisebb állományok más szigeteken (Santiago, Bartolomé, Észak-Santa Cruz és Floreana) is találhatók. 2004-ben 1500 példány élt a szigeteken, az itt lévő kutyák és patkányok azonban tizedelik a fajt.
Az Isabela-sziget legészakibb része túlnyúlik az Egyenlítő, ami az azt jelenti, hogy az itt élő pingvinfaj az egyetlen, amely az északi félgömbön is előfordul. A trópusi előfordulását két áramlatnak köszönheti: a Humboldt-áramlatnak, mely az Antarktisz felől érkezik és hideg, valamint oxigénben gazdag és a Cromwell-áramlatnak, mely a mélyből hozza fel a hideg vizet - hűtve azzal a szigetek közti óceánrészt.

## Megjelenése
Kisebb méretű, 48–53 centiméteres magasságot érhet el, testtömege 1500–2500 gramm közötti. A világ második legkisebb pingvinfaja. Fekete fején, a szeme mögött fehér sáv húzódik lefelé, a fülrészt és a pofát is elérve; a fej két oldalán levő fehér sávok a toroknál egyesülnek. Háti része feketés-szürke, míg hasi része piszkos fehéres. A begyén két sötét sáv látható, ezekből az alsónak végei lefelé kanyarodnak és a test egész hosszában végig húzódnak. A fiatal feje teljesen sötét, a begyén nincsenek sávok, oldalai és pofája szürke színűek. A tojó kisebb a hímnél, de színezetben azonosak.

## Életmódja
A galápagosi pingvin sosem hagyja el a szigetcsoportot, legfeljebb néhány kilométeres távolságba kiúszik táplálékszerzés céljából. A forró nappalt a hideg vizű Cromwell-áramlatban tölti, éjszaka a szárazon pihen. Legfőbb tápláléka a rajokban úszó, kisméretű halak, mint például: a tengeripérfélék (Mugilidae) és a heringfélék (Clupeidae), de ezek mellett rákokat is fogyaszt.
Mivel kisméretű állat, a galápagosi pingvinre számos ragadozó leselkedik. A szárazföldön: rákok, a betűfogúformákhoz tartozó Nesoryzomys-fajok és Aegialomys galapagoensis, galápagosi fülesbagoly (Asio galapagoensis), galápagos-szigeteki gyöngybagoly (Tyto alba punctatissima) és galápagosi ölyv (Buteo galapagoensis), valamint a betelepített kutyák, macskák, patkányok és kígyók; míg a vízben a cápák és a galápagosi medvefóka (Arctocephalus galapagoensis) vadásznak rája.
Ezek mellett a tűzhányók és az emberi tevékenységek is zavarják e fajt. Az ember hálóiba időnként belegabalyodik a pingvin is.

## Szaporodása
A világon kevesebb, mint 1000 költőpár létezik ebből a pingvinfajból. A fészkek többsége május és január között látható. A fészek a víztől 50 méteres távolságban található, általában egy barlangban vagy mélyedésben, hogy a napfénye ne érje. A felnőtt madarak életre szóló párt alkotnak. Az 1-2 tojáson, körülbelül 38-40 napig kotlik mindkét szülő. A két fiókából általában, csak az egyik marad meg; az El Niño jelenséggel rendelkező években mindkét fióka elpusztulhat, vagy a felnőttek nem is párzanak. Amíg az szülő néhány napig táplálékszerző úton van, addig a párja a fiókákra vigyáz. 30 napos korában a fióka tollakat növeszt; a többi pingvintől eltérően ezek a tollak nem a hidegtől, hanem a hőségtől védenek. A bermudai természettudós, Louis L. Mowbray volt az első, aki először szaporította fogságban ezt a pingvinfajt.

## Képek

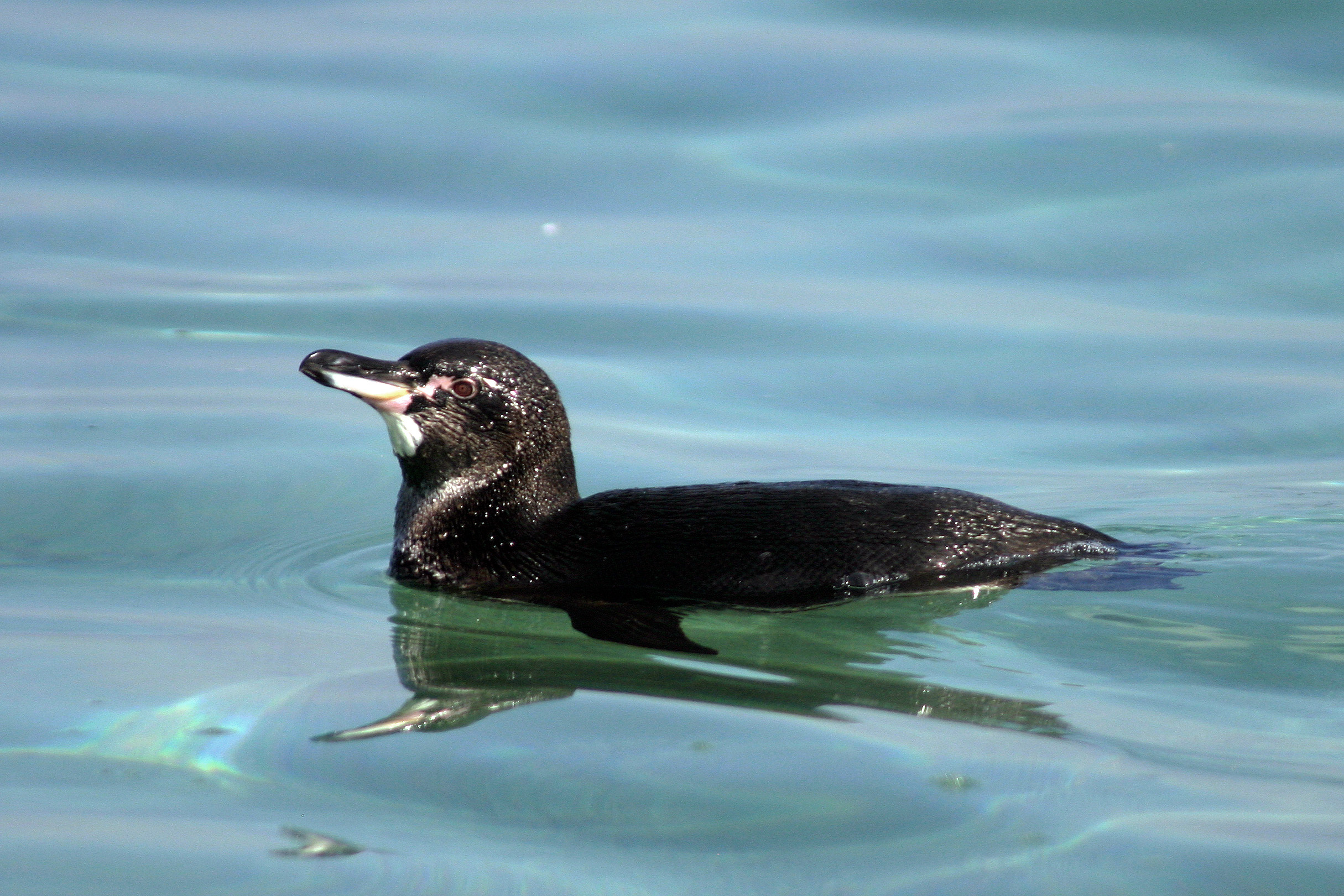
Úszó hím
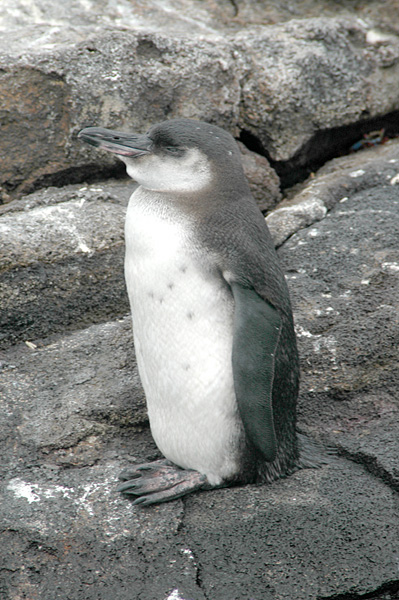
Fiatal
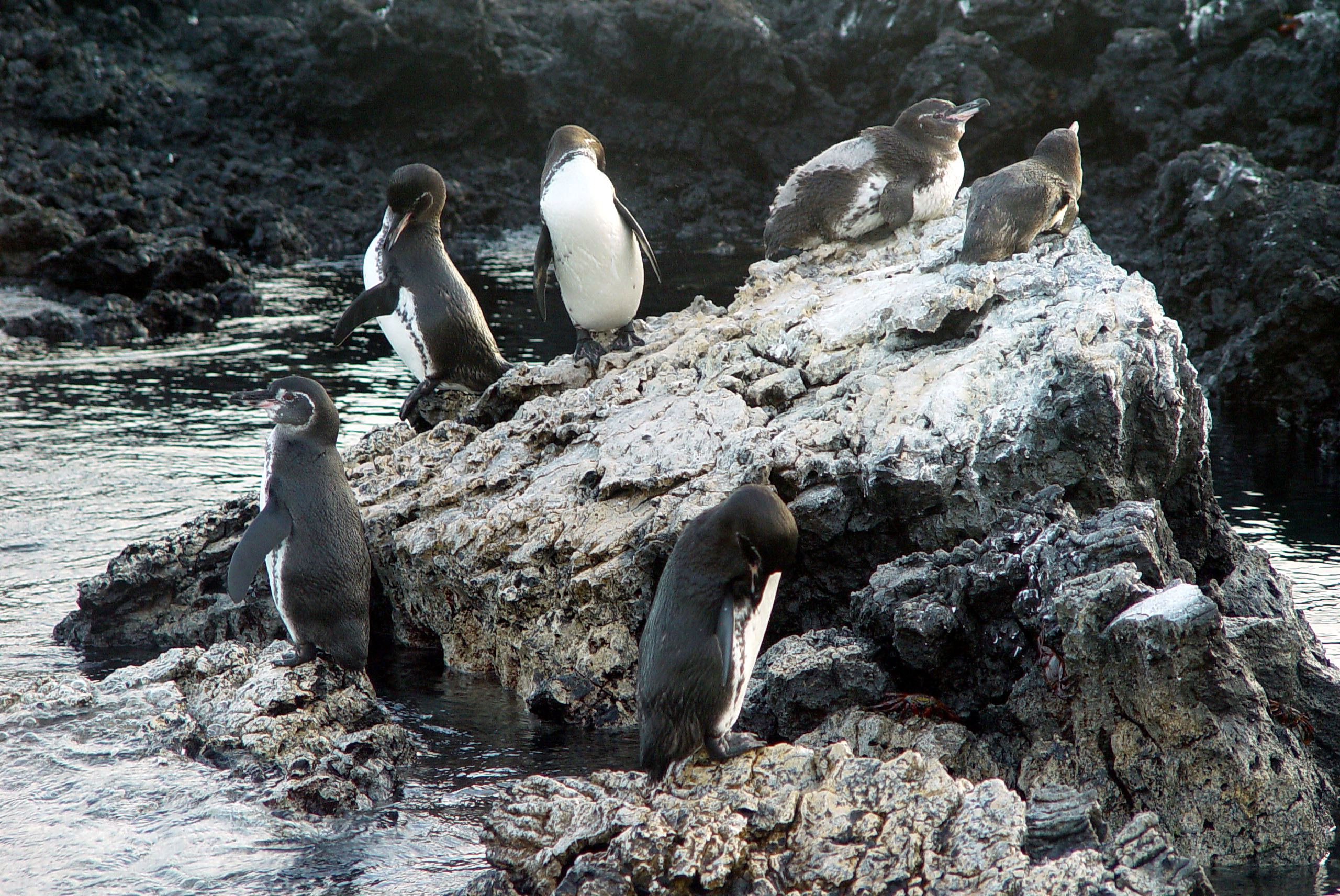
Csoportban

## Rokon fajai
A Spheniscus nembe összesen négy kis termetű pingvinfaj tartozik:
- galápagosi pingvin (Spheniscus mendiculus)
- Humboldt-pingvin (Spheniscus humboldti)
- Magellán-pingvin (Spheniscus magellanicus)
- pápaszemes pingvin (Spheniscus demersus)

### Fordítás
- Ez a szócikk részben vagy egészben  a   Galapagos penguin című angol Wikipédia-szócikk ezen változatának fordításán alapul.  Az eredeti cikk szerkesztőit annak laptörténete sorolja fel. Ez a jelzés csupán a megfogalmazás eredetét és a szerzői jogokat jelzi, nem szolgál a cikkben szereplő információk forrásmegjelöléseként.